# Guerra sem Fim
Guerra Sem Fim foi uma telenovela brasileira produzida e exibida pela Rede Manchete entre 30 de novembro de 1993 e 9 de abril de 1994 em 86 capítulos, substituindo Amazônia e sendo substituída por 74.5: Uma Onda no Ar. Escrita por José Louzeiro, com colaboração de Alexandre Lydia e Aparecida Menezes, sob direção de Luiz Armando Queiroz, Marcos Vinícius César e Walter Campos e direção geral de Marcos Schechtman. Foi produzida às pressas após O Marajá ser censurada e impedida de ir ao ar.
Conta com Júlia Lemmertz, Alexandre Borges, Evandro Mesquita, Rogério Fróes, Lúcia Alves, Rubens Corrêa, Ângela Leal e Jussara Freire nos papéis principais.

## Produção
Guerra sem Fim foi feita a toque de caixa, devido à proibição da exibição de O Marajá, utilizando a mesma equipe que gravou a telenovela proibida. A produção mostrou uma garra admirável de uma equipe que trabalhou com recursos baixos, mas cheia de vontade. A equipe tinha que pedir permissão aos traficantes que comandavam as locações para gravarem as cenas em horários determinados. Apesar das polêmicas, os autores uniram o casal homossexual da trama, Monarca (Hélcio Magalhães) e Viúva Negra (Paulão Barbosa) no último capítulo. Júlia Lemmertz e Alexandre Borges fizeram nessa telenovela um par romântico que se repetiria na vida real. Foi o último trabalho em novelas de Rubens Corrêa, que viria a falecer em 1996.

## Enredo
A médica Flávia é sequestrada pela facção Comando Pirata para cuidar do traficante Cacau, que foi baleado, nascendo um romance proibido entre os dois. Ela é filha de Lili e Armando César, candidato a governador do Rio de Janeiro que vê o futuro político ameaçado com o envolvimento da filha com um criminoso, infernizando a vida dela. A facção é comandada por China e Vânia, que disseminaram a falsa filosofia de cuidarem dos rejeitados pelo governo para aliciar pessoas ao tráfico. Eles são pais de Lucas, que já foi iniciado no crime, e Verinha, que treina em segredo para se tornar policial e sair daquela vida.
Na guerra contra o tráfico estão os jornalistas Nina e Mandrake e dos delegados Jaime e Rosa, enquanto do outro lado está o deputado corrupto Azulão e o milionário Monarca, envolvidos com o tráfico internacional. Na favela, ainda há as histórias de Nikita, que sonha em ser chefe do tráfico; a informante Suely; o detetive infiltrado Sandro; e a transexual Viúva Negra, uma cantora da noite que tem um caso com Monarca. Em dado momento chega Felipe Lafort, ex-namorado de Flávia que quer reconquistá-la.

## Elenco
| Elenco            | Personagens                                 |
| ----------------- | ------------------------------------------- |
| Júlia Lemmertz    | Flávia de Mello Andrade                     |
| Alexandre Borges  | Cacau                                       |
| Evandro Mesquita  | Felipe Lafort                               |
| Rogério Fróes     | Armando César de Mello Andrade              |
| Lúcia Alves       | Lili Marlene de Mello Andrade               |
| Rubens Corrêa     | Jorge Monteseu (China)                      |
| Ângela Leal       | Vânia Monteseu                              |
| Jussara Freire    | Delegada Rosa Choque                        |
| Antonio Petrin    | Delegado Jaime Ortiz                        |
| Antônio Pitanga   | Deputado Azulão                             |
| Cláudia Lira      | Nina Salles                                 |
| Marcos Breda      | Beto Mandrake                               |
| Danton Mello      | Lucas Monteseu (Castigo-de-Mãe)             |
| Iracema Starling  | Detetive Vera Monteseu (Verinha Tira-Teima) |
| Ivan Setta        | Detetive Sandro Neném                       |
| Cláudia Provedel  | Nikita                                      |
| Hélcio Magalhães  | Henrique Bulhões (Monarca)                  |
| Paulo Barbosa     | Viúva Negra                                 |
| José Dumont       | Penteado                                    |
| Marcélia Cartaxo  | Suely                                       |
| Henrique Pires    | Pastor Gedeão                               |
| Romeu Evaristo    | Zé Cinderela                                |
| Hélio Souto       | Gegê                                        |
| André Barros      | Guará                                       |
| João Signorelli   | Capitão K                                   |
| Flávio São Thiago | Ferrolho                                    |
| Paula Pereira     | Gina                                        |
| Ângela Correa     | Betânia                                     |
| Joel Silva        | Detetive Noilton                            |
| Gilson Moura      | Detetive Sonta                              |
| Carmem Figueira   | Mary Lu                                     |
| Paula Bulhões     | Duca                                        |
| Matheus Aguiar    | Jonas                                       |

### Participações especiais
| Elenco              | Personagens |
| ------------------- | ----------- |
| Raul Gazolla        | Tripé       |
| Regina Schumann     | Isabel      |
| Maurício Souza Lima | Espiga      |
| Moacir Prinna       | Paulo       |
| Daniela Arantes     | Guilhermina |